# Kristallhabitus
Unter Kristallhabitus versteht man das relative Größenverhältnis der einzelnen Flächen eines Kristalls zueinander und der daraus resultierenden Form. Im Gegensatz dazu versteht man unter der Kristalltracht die Gesamtheit der an einem Kristall entwickelten Kristallflächen.
Man unterscheidet beim Habitus drei Grundtypen:
- Bei isometrischem Habitus ist das Verhältnis von Durchmesser zur Länge ungefähr gleich. Isometrisch entwickelte Kristalle finden sich vorwiegend unter den Mineralen mit kubischem Kristallsystem wie unter anderem Boleit, Diamant, Halit, Granat, Magnetit, Pyrit und Tetraedrit.
- Kristalle mit prismatischem bis nadeligem Habitus sind eindimensional gestreckte Formen, bei denen die Länge des Kristalls deutlich größer als dessen Durchmesser ist. Bekannte Minerale mit prismatischem Kristallwachstum sind unter anderem Beryll, Natrolith, Mesolith, Millerit (Haarkies), Quarz, Rutil (oft nadelig in Quarz eingewachsen), Stibnit (Antimonit) und die Turmaline.
- Von einem planaren oder auch tafligen Habitus spricht man bei zweidimensional ausgebildeten Formen, wenn z. B. der Durchmesser des Kristalls wesentlich größer als dessen Länge ist. Meist findet man tafelige Kristalle unter den Mineralen der Glimmergruppe wie unter anderem Biotit und Muskovit, aber auch bei Autunit, Baryt, Torbernit, Vanadinit und Wulfenit.

Verwendet werden aber vielfältige Bezeichnungen wie dicktafelig, blättrig, kurzsäulig, stumpfsäulig, körnig, würfelig, radialfaserig, stängelig, rhomboedrisch und viele mehr.

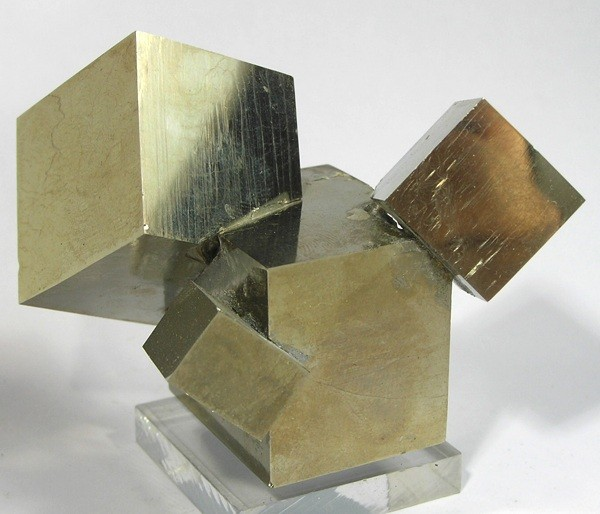
würfeliger Pyrit
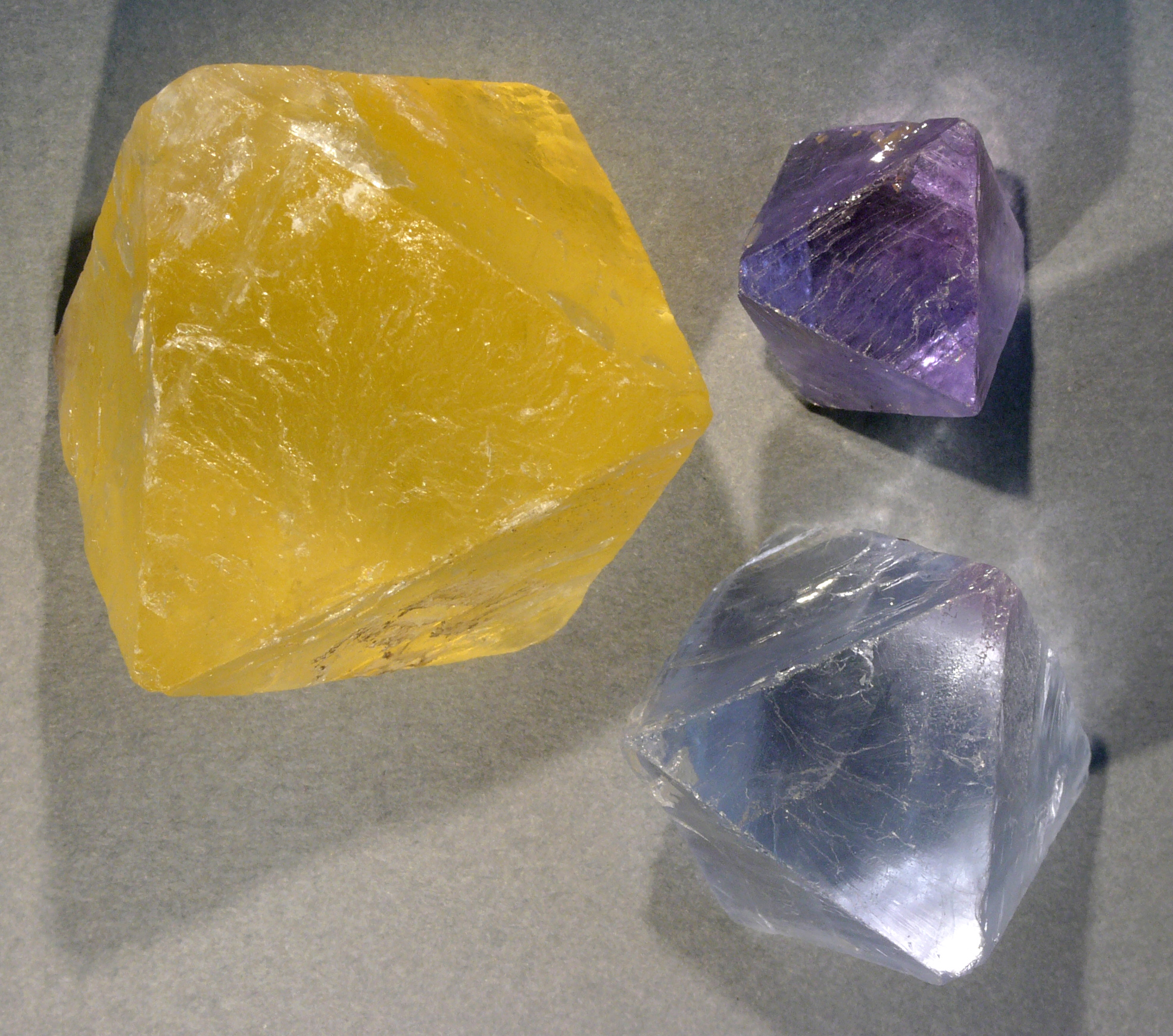
oktaedrischer Fluorit
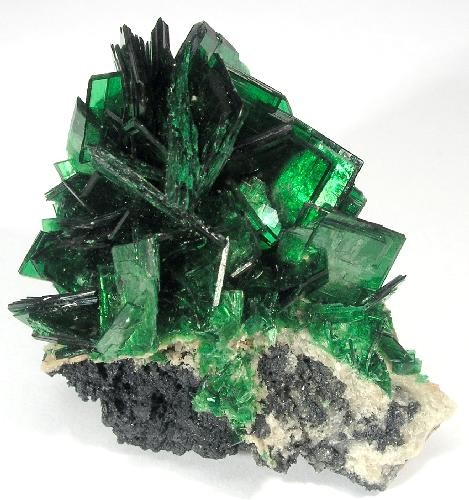
dünntafeliger Torbernit
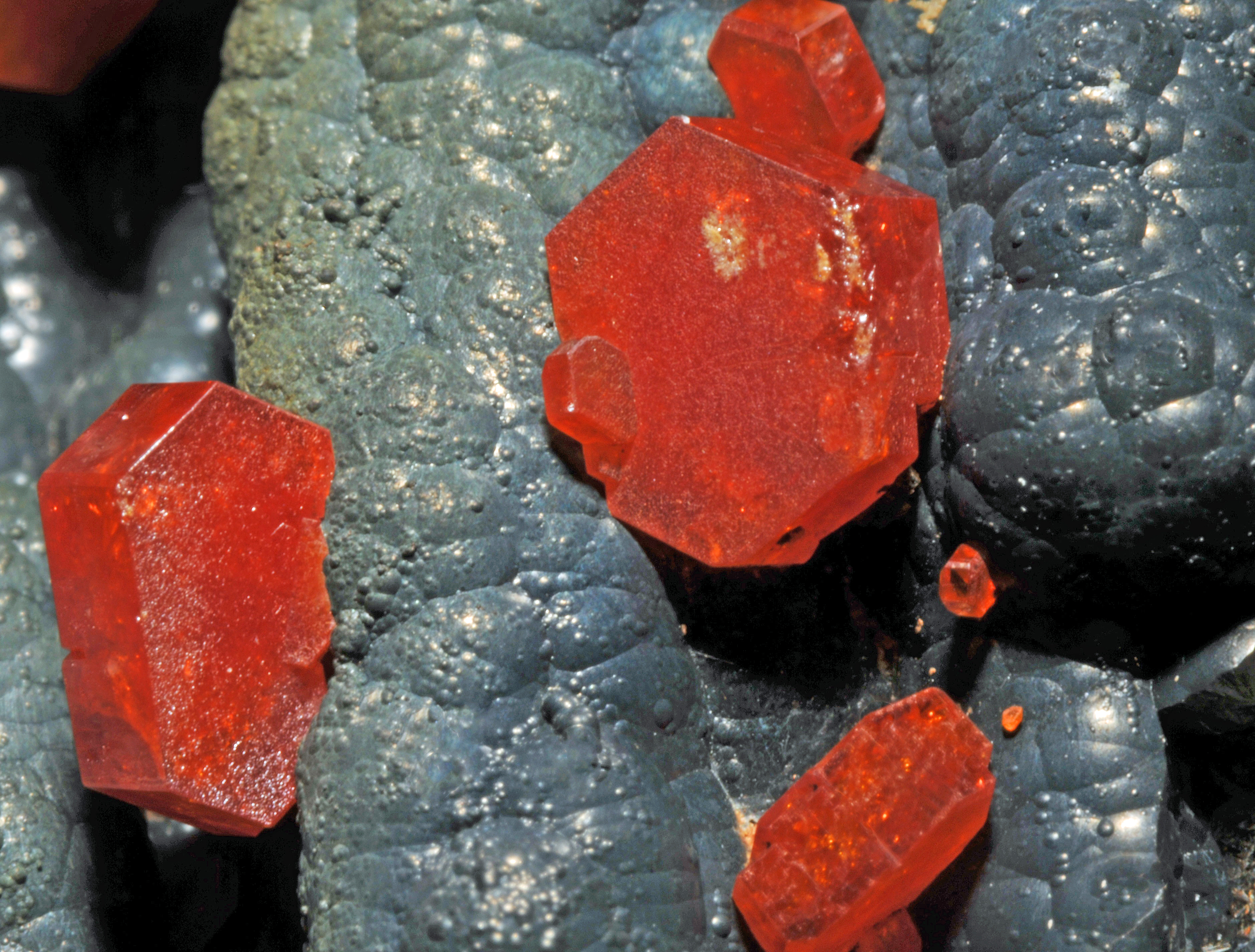
dicktafeliger Vanadinit
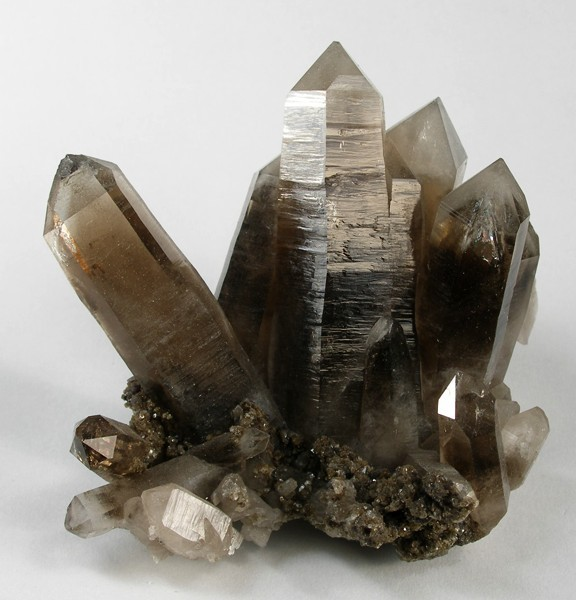
prismatischer, säuliger Rauchquarz
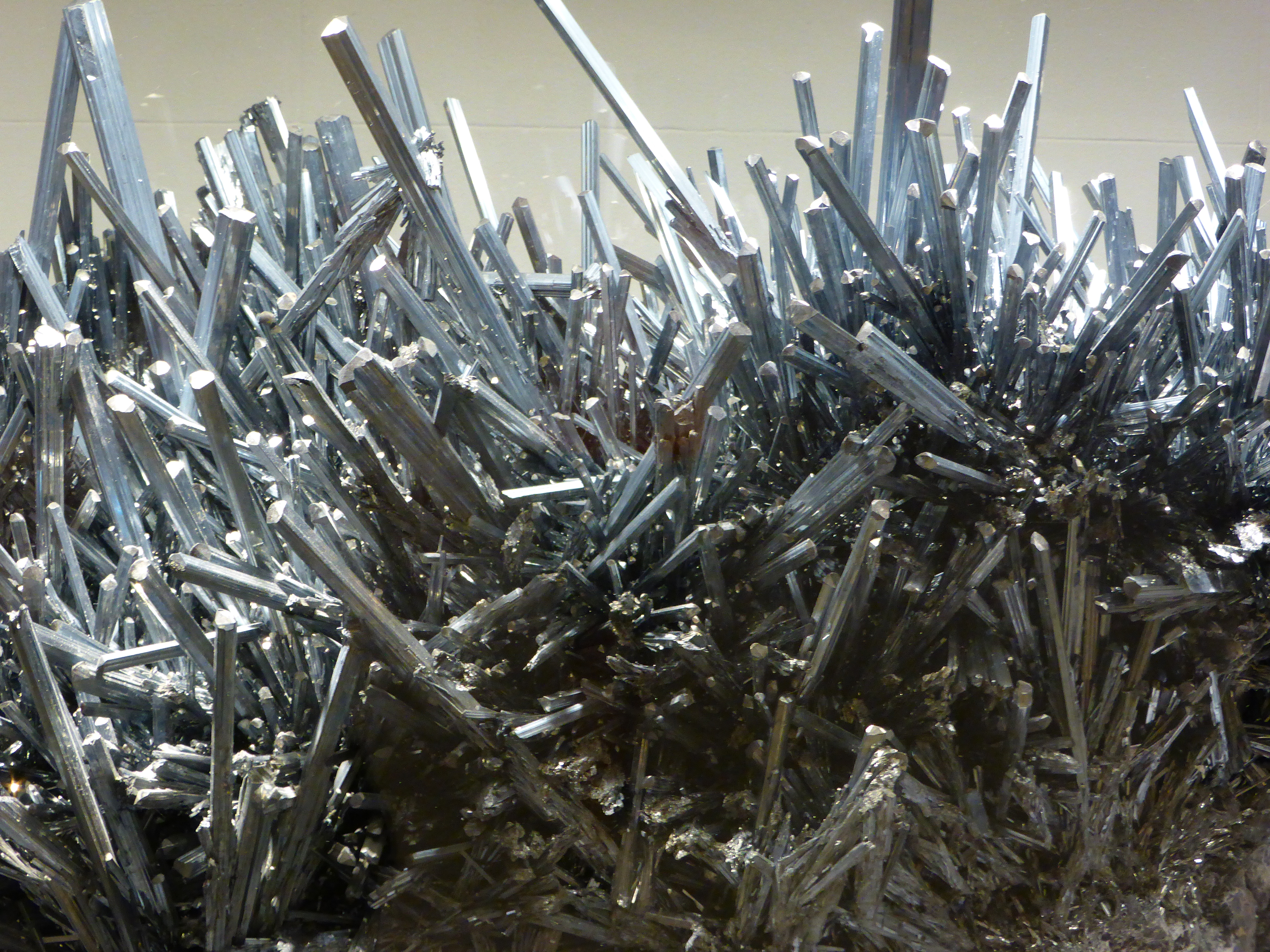
nadeliger Stibnit